# Roger Field
Roger C. Field (Londres, 31 de julho de 1945) é um designer industrial, guitarrista e inventor britânico. Field já registrou mais de 100 patentes.

## Vida e obra
Field cresceu em Londres, em Cantuária e na Suíça. Foi aluno dos colégios internos The King's School, em Cantuária, e Aiglon College em Villars-sur-Ollon, Suíça. Em 1965 foi para a  Califórnia, onde estudou design industrial e se formou no California College of the Arts. Em 1972 foi para a Alemanha.
Field também é conhecido como guitarrista e tocou, entre outros, com seu amigo Chet Atkins e com Merle Travis. Sua invenção mais conhecida é a Foldaxe, uma guitarra elétrica dobrável que mandou construir para Atkins. Esta guitarra pode ser vista no livro de Atkins Me and My Guitars (Eu e Minhas Guitarras). Field levou consigo uma de suas guitarras Foldaxe num Concorde e tocou a canção "Mr. Sandman" no dia 30 de setembro de 1987, para promover a música "através da barreira do som". Field ganhou com a guitarra Foldaxe um importante prêmio de design nos EUA (Designer's Choice Award). Por este feito, recebeu também congratulações por escrito de Raymond Loewy.
Field fotografou numerosos famosos com a Foldaxe, tais como Keith Richards, Mick Jagger, Paul McCartney, Hank Marvin, David Copperfield e Eric Clapton. Graças a Roger Field, Hank Marvin e Bruce Welch fizeram as pazes após uma disputa que durou mais de dez anos, e empreenderam uma tournê de despedida da banda The Shadows pela Grã-Bretanha (2004) e pela Europa (2005).
Marcel Dadi compôs a canção "Roger Chesterfield" do CD Guitar Legend Volume 1 para Roger Field.
Field é conhecido mundialmente por ter sido o professor de inglês de Arnold Schwarzenegger em Munique.